# 2000 (число)
2000 (дві тисячі) — натуральне число між 1999 і 2001.
Дві тисячі — найбільше число, яке позначається лише двома літерами у римській нумерації (MM).

## У математиці
- 2000 — парне чотиризначне число
- Сума цифр числа 2000 становить 2
- Добуток цифр числа 2000 становить 0
- Квадрат цього числа — числа 2000 — 4 000 000

## У комерції
- Lever 2000
- Windows 2000

## Інше
- 2000 рік — високосний рік; останній рік II тисячоліття і XX століття
- 2000 — поштовий код міст Антверпен (Бельгія) та Сідней (Австралія)